# Facundo de León
Facundo de León Abate (Montevideo, 1º maggio 2004) è un calciatore uruguaiano, centrocampista del River Plate (M).

## Carriera
De León è cresciuto nel settore giovanile del Bella Vista, dove ha giocato dal 2021 al 2022. Acquistato dal Nacional, ha debuttato in Primera División Profesional de Uruguay il 16 luglio 2023 nell'incontro perso 1-0 contro il Fénix. Pochi mesi dopo è passato in prestito proprio al Fénix.

## Statistiche

### Presenze e reti nei club
Statistiche aggiornate al 29 aprile 2024.
| Stagione        | Squadra         | Campionato      | Campionato | Campionato | Coppe nazionali | Coppe nazionali | Coppe nazionali | Coppe continentali | Coppe continentali | Coppe continentali | Altre coppe | Altre coppe | Altre coppe | Totale | Totale | Totale |
| Stagione        | Squadra         | Comp            | Pres       | Reti       | Comp            | Pres            | Reti            | Comp               | Pres               | Reti               | Comp        | Pres        | Reti        | Pres   | Reti   |        |
| --------------- | --------------- | --------------- | ---------- | ---------- | --------------- | --------------- | --------------- | ------------------ | ------------------ | ------------------ | ----------- | ----------- | ----------- | ------ | ------ | ------ |
| 2023            | Nacional        | PD              | 6          | 0          | CU              | 0               | 0               | CL                 | 0                  | 0                  |             | -           | -           | 6      | 0      |        |
| 2024            | Fénix           | PD              | 5          | 0          | CU              | 0               | 0               |                    | -                  | -                  |             | -           | -           | 5      | 0      |        |
| Totale carriera | Totale carriera | Totale carriera | 11         | 0          |                 | 0               | 0               |                    | 0                  | 0                  |             | -           | -           | 11     | 0      |        |